# Barry James Hickey
Barry James Hickey (Leonora, Austrália Ocidental, 16 de abril de 1936) é arcebispo emérito de Perth.
Hickey foi ordenado sacerdote em Roma em 20 de dezembro de 1958 pelo Cardeal Paolo Giobbe. Depois de frequentar o Seminário São Carlos, completou seus estudos de licenciatura em teologia na Pontifícia Universidade Urbaniana de 1955 a 1959; Em 1973 ele obteve um mestrado em serviço social pela University of Western Australia.
Em 22 de março de 1984 foi nomeado Bispo de Geraldton pelo Papa João Paulo II. Ele foi ordenado bispo por seu antecessor em Geraldton e Arcebispo de Perth, William Joseph Foley, em 1º de maio do mesmo ano; Co-consagradores foram o ex-arcebispo de Perth, Lancelot John Goody, e o ex-bispo de Geraldton, Francis Xavier Thomas.
Foi nomeado Arcebispo de Perth em 23 de julho de 1991. A posse ocorreu em 27 de agosto do mesmo ano.
Em 20 de fevereiro de 2012, o Papa Bento XVI acatou o pedido de demissão apresentado por Barry James Hickey por motivos de idade.
Ele é Grão Prior da Província da Austrália Ocidental da Ordem Equestre do Santo Sepulcro de Jerusalém.